# Parampithoe aorangi
Parampithoe aorangi är en kräftdjursart som först beskrevs av Barnard 1972.  Parampithoe aorangi ingår i släktet Parampithoe och familjen Ampithoidae. Inga underarter finns listade i Catalogue of Life.